# Actiemuziek
Actiemuziek (Action Music) is een compositie van Giacinto Scelsi.
Het was een van zijn laatste werken voor piano en alle klassieke elementen (op de naamgeving van de deeltjes na) zijn losgelaten. Het werk kwam achter de piano tot stand; Scelsci improviseerde zelf achter de piano en nam het spel met een bandrecorder op. Vervolgens werden aan de hand van die opnamen de noten op papier uitgeschreven. Bij het pianospel kwam niet alleen de vingers aan de toetsen; Scelsi beroerde de toetsen zo nodig met de hele hand, vuist of hele onderarm (dwars over de toetsen). De muziek van Actiemuziek onderscheidt zich van andere werken van de Italiaan door een onrust, die ook terug te vinden is in de karakteristieke benamingen van sommige deeltjes:
- Poco piu mosso, Veloce
- Iniziando a subito accelerando
- Lento dolce (tutto col palma della mano)
- Martellato
- Violento
- Brillante
- Pesante
- Veloce
- Con fuoco

Veel uitvoeringen heeft het werk niet gekend, bij oplevering van een compositie verloor Scelsi alle aandacht voor zijn werken en dacht ook niet na over uitvoeringen en hij wilde er zeker niet beroemd mee worden (hij leidde een teruggetrokken bestaan). In 1986 kwamen de deeltjes 1 tot en met 4 op de lessenaar van Geoffrey Douglas Madge te staan tijdens een concert in het walhalla van hedendaagse klassieke muziek; Darmstadt, het is dan 1986! Daarna verdween Actiemuziek weer in de obscuriteit.